# Telamonia borreyi minor
Telamonia borreyi là một phân loài nhện trong họ Salticidae.
Loài này thuộc chi Telamonia. Telamonia borreyi minor được Lucien Berland & Millot miêu tả năm 1941.